# كارل إيفال
كارل إيفال (بالدنماركية: Carl Ewald)‏ هو كاتب وصحفي دنماركي، ولد في 15 أكتوبر 1856، وتوفي في 23 فبراير 1908 في كوبنهاغن في الدنمارك.

## وصلات خارجية
- كارل إيفال على موقع ديسكوغز (الإنجليزية)